# Municipio de Live Oak
El municipio de Live Oak (en inglés: Live Oak Township) es un municipio ubicado en el condado de Drew en el estado estadounidense de Arkansas. En el año 2010 tenía una población de 498 habitantes y una densidad poblacional de 3,05 personas por km².

## Geografía
El municipio de Live Oak se encuentra ubicado en las coordenadas 33°44′49″N 91°34′10″O / 33.74694, -91.56944. Según la Oficina del Censo de los Estados Unidos, el municipio tiene una superficie total de 163.45 km², de la cual 161,94 km² corresponden a tierra firme y (0,92 %) 1,51 km² es agua.

## Demografía
Según el censo de 2010, había 498 personas residiendo en el municipio de Live Oak. La densidad de población era de 3,05 hab./km². De los 498 habitantes, el municipio de Live Oak estaba compuesto por el 65,06 % blancos, el 30,92 % eran afroamericanos, el 1 % eran amerindios, el 1,41 % eran asiáticos, el 0,2 % eran de otras razas y el 1,41 % eran de una mezcla de razas. Del total de la población el 0,2 % eran hispanos o latinos de cualquier raza.